# Bernardo Soares
Bernardo Soares é um tipo particular dentre os heterónimos do poeta e escritor português Fernando Pessoa. É o autor do Livro do Desassossego, escrito em forma de fragmentos. Apesar de fragmentário, o livro é considerado uma das obras fundadoras da ficção portuguesa no século XX, ao encenar na linguagem várias categorias que vão desde o pragmatismo da condição humana até o absurdo da própria literatura. 

## Biografia
Bernardo Soares é, dentro da ficção de seu próprio livro, um simples ajudante de guarda-livros na cidade de Lisboa. Conheceu Fernando Pessoa numa pequena casa de pasto frequentada por ambos. Foi aí que Bernardo deu a ler a Fernando o seu "Livro do Desassossego".
É considerado um semi-heterónimo porque, como seu próprio criador explica "não sendo a personalidade a minha, é, não diferente da minha, mas uma simples mutilação dela. Sou eu menos o raciocínio e afectividade."

razão, diversos fragmentos do livro são investigações íntimas das sensações provocadas pelo anonimato, pela quotidianeidade da vida comum e todo o "universo" da baixa de Lisboa.
O facto de Fernando Pessoa considerar (em cartas e anotações pessoais) Bernardo Soares um semi-heterónimo faz pensar na maior proximidade de temperamento entre Pessoa e Soares. A crítica especializada tem procurado demonstrar que é exatamente esse jogo de máscaras operado por Bernardo Soares, entre a heteronimia e a semi-heteronimia, o que permite pensar como ainda mais relativo o estatuto de ortônimo que Fernando Pessoa confere a si mesmo quando escreve em nome de sua própria personalidade literária. Nesse sentido, para alguns, 

## Outros heterónimos
- Alberto Caeiro
- Álvaro de Campos
- Ricardo Reis

## Edições (incompleto)
- Edição de Libório Manuel Silva (2013), palavras do Livro do Desassossego,[2] ISBN 978-989-615-190-4, Centro Atlântico, Portugal.